# Semmelweis Egyetem Patológiai és Kísérleti Rákkutató Intézet
A Semmelweis Egyetem Patológiai és Kísérleti Rákkutató Intézete, korábbi nevein Semmelweis Egyetem I. Számú Patológiai és Kísérleti Rákkutató Intézet; illetve Kórbonctani Intézet egy nagy múltú budapesti egészségügyi intézmény.

## Története
Budapesten az 1830-as évektől létezett aktív kórbonctani oktatás és kutatás, kezdetben az Újvilág utcában. Az új Kórbonctani Intézet a józsefvárosi úgynevezett belső klinikai tömb épületeként 1875 és 1879 között épült az Üllői út 26. szám alatti telken. Az épület hasonlóan a többi klinikákhoz, igen magas művészi stílusban készült el Kolbenheyer Ferenc tervei alapján. Az építési költségeket 300 000 forintra, a felszerelést külön 30 000 forintra becsülték, a végső költségek ezt körülbelül 6%-kal túllépték. Kezdetben egy új, II. számú Kórbonctani Intézet működött itt, majd a századfordulón ide költözött a korábbi, I. számú Kórbonctani Intézet is. Az első emeleten működött az I. számú Kórbonctani Intézet, míg a másodikon a II. számú Kórbonctani Intézet. 1934-ben a két intézetet összevonták, majd 1945 után ismét külön választották, azonban a II. számú intézetet áthelyezték az Üllői út 93. szám alatt fekvő Törvényszéki Orvostani Intézet épületébe.
Az intézetben kutatások és orvostanhallgatók képzése aktívan folyik.

## Képtár

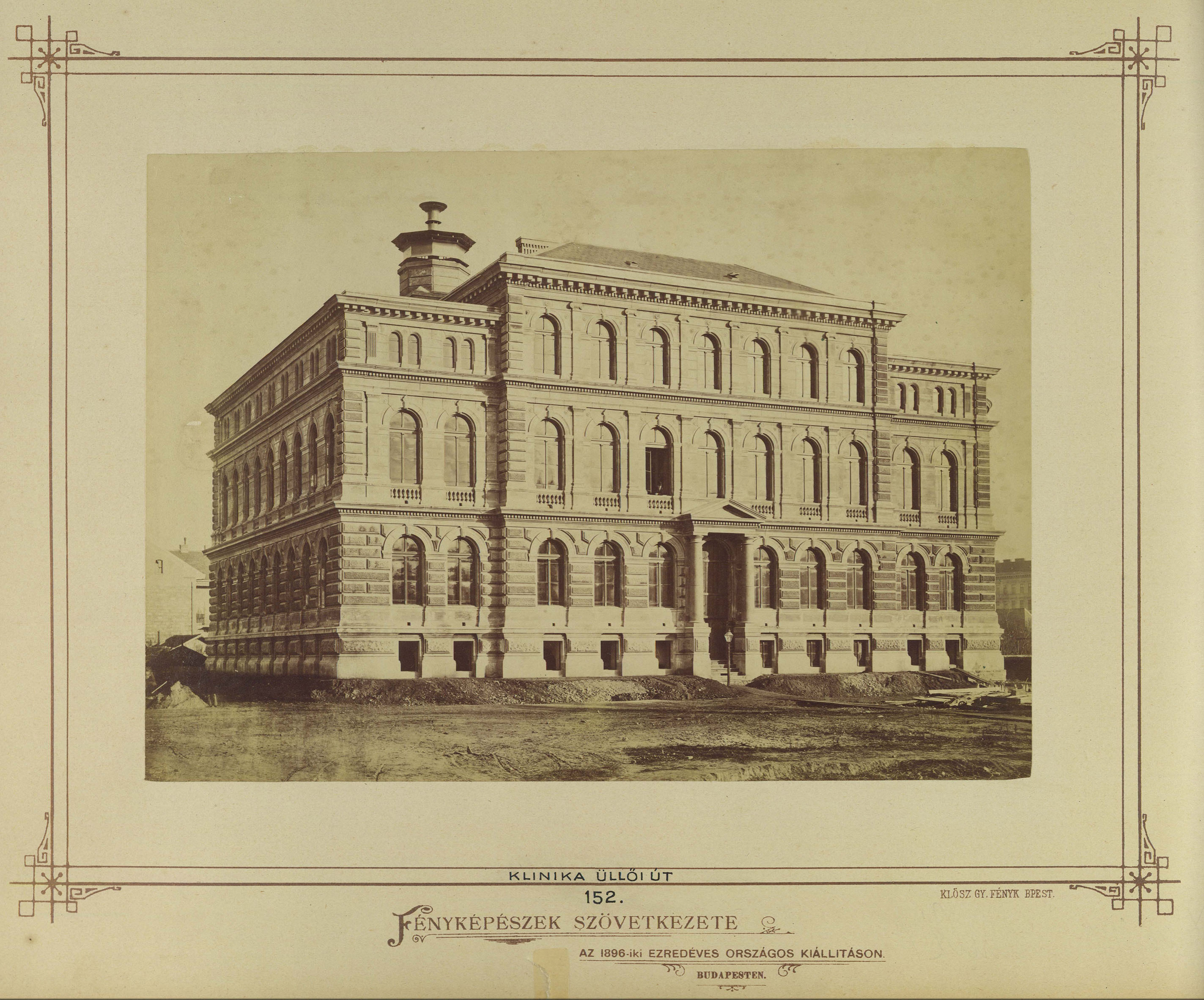
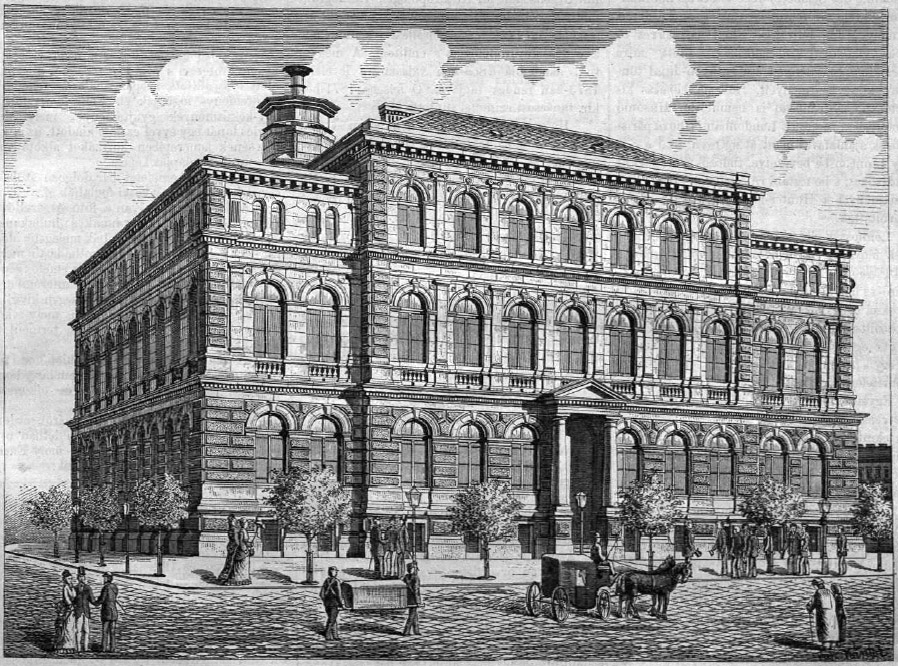
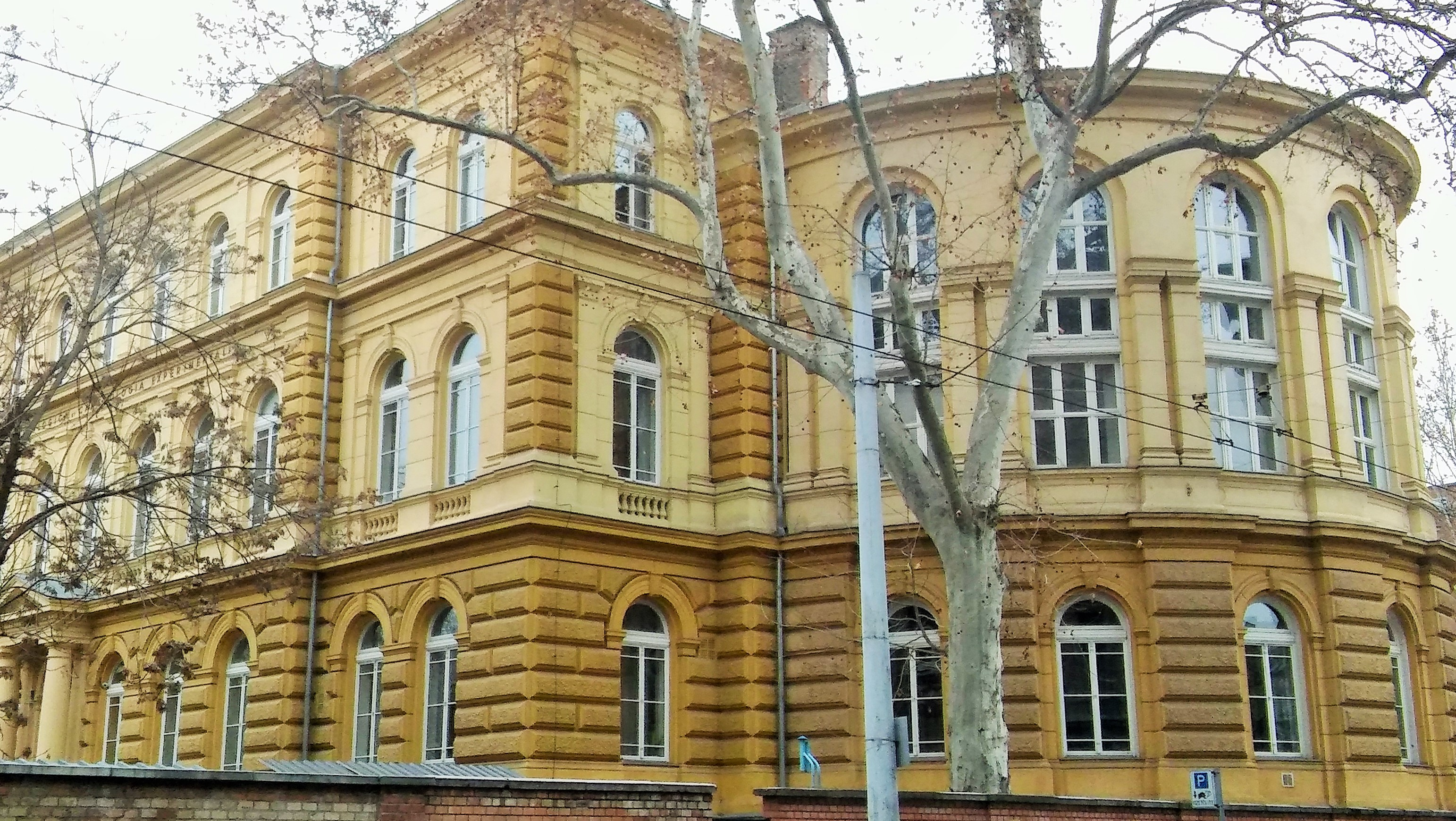
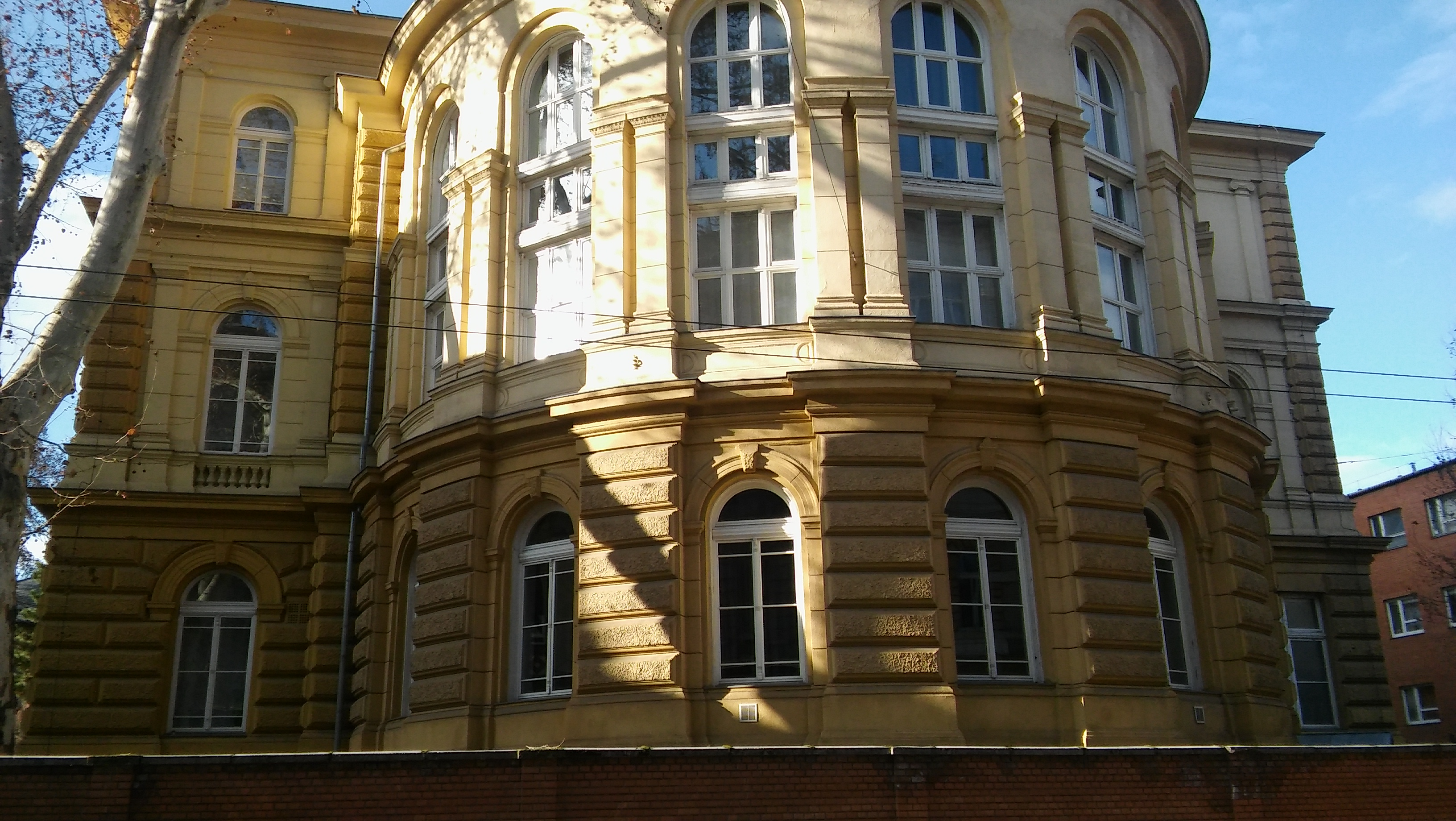
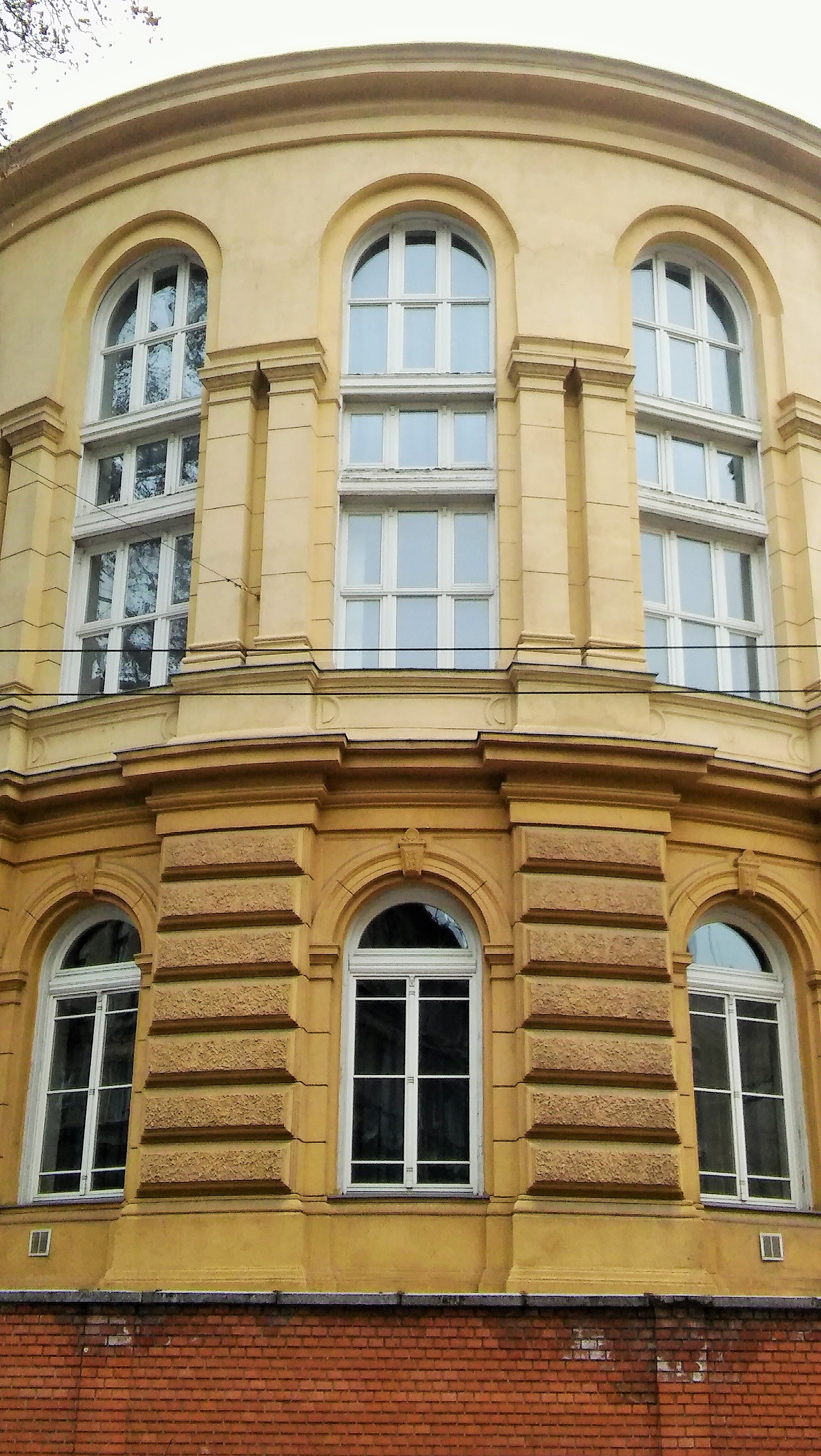
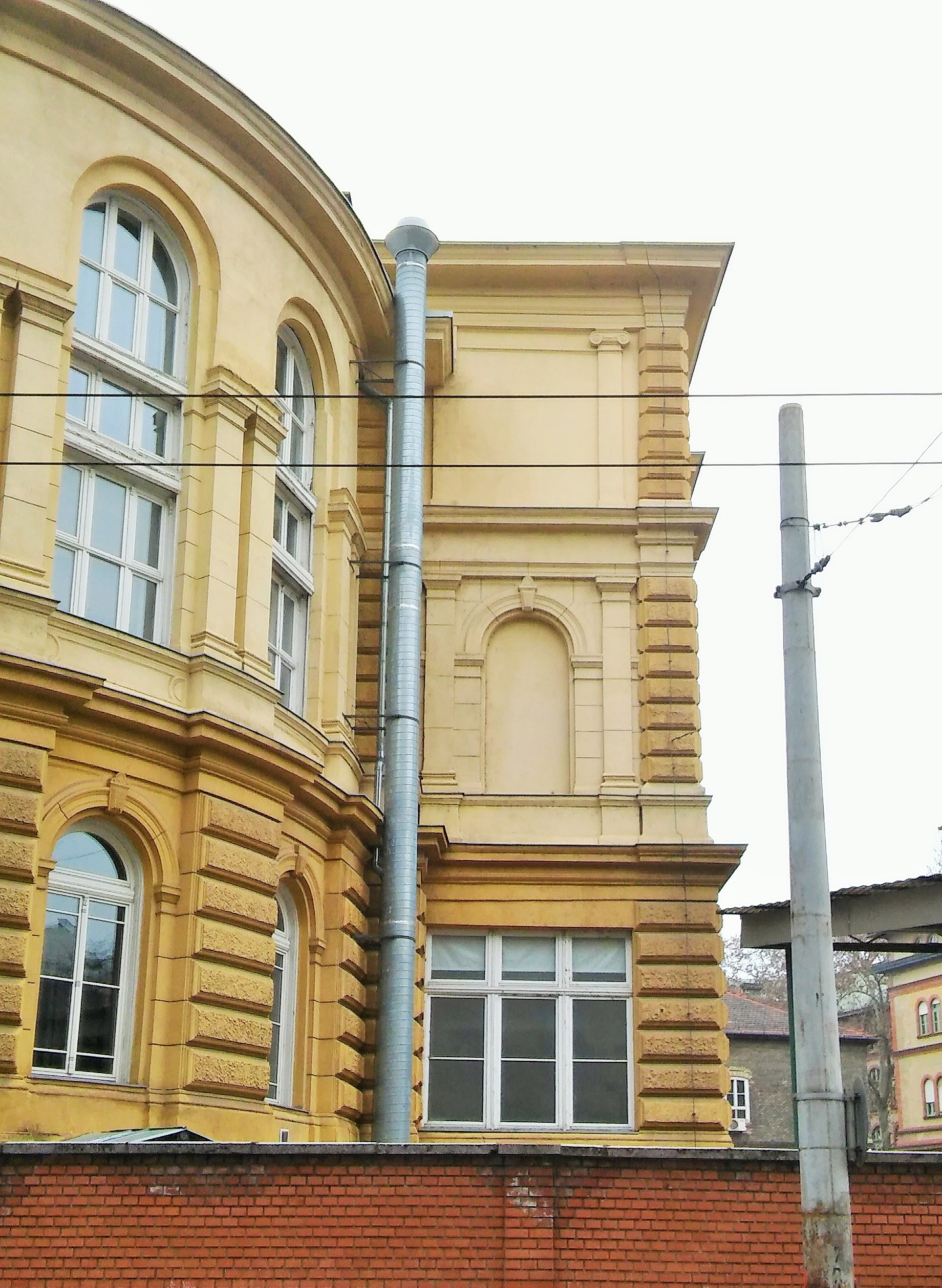
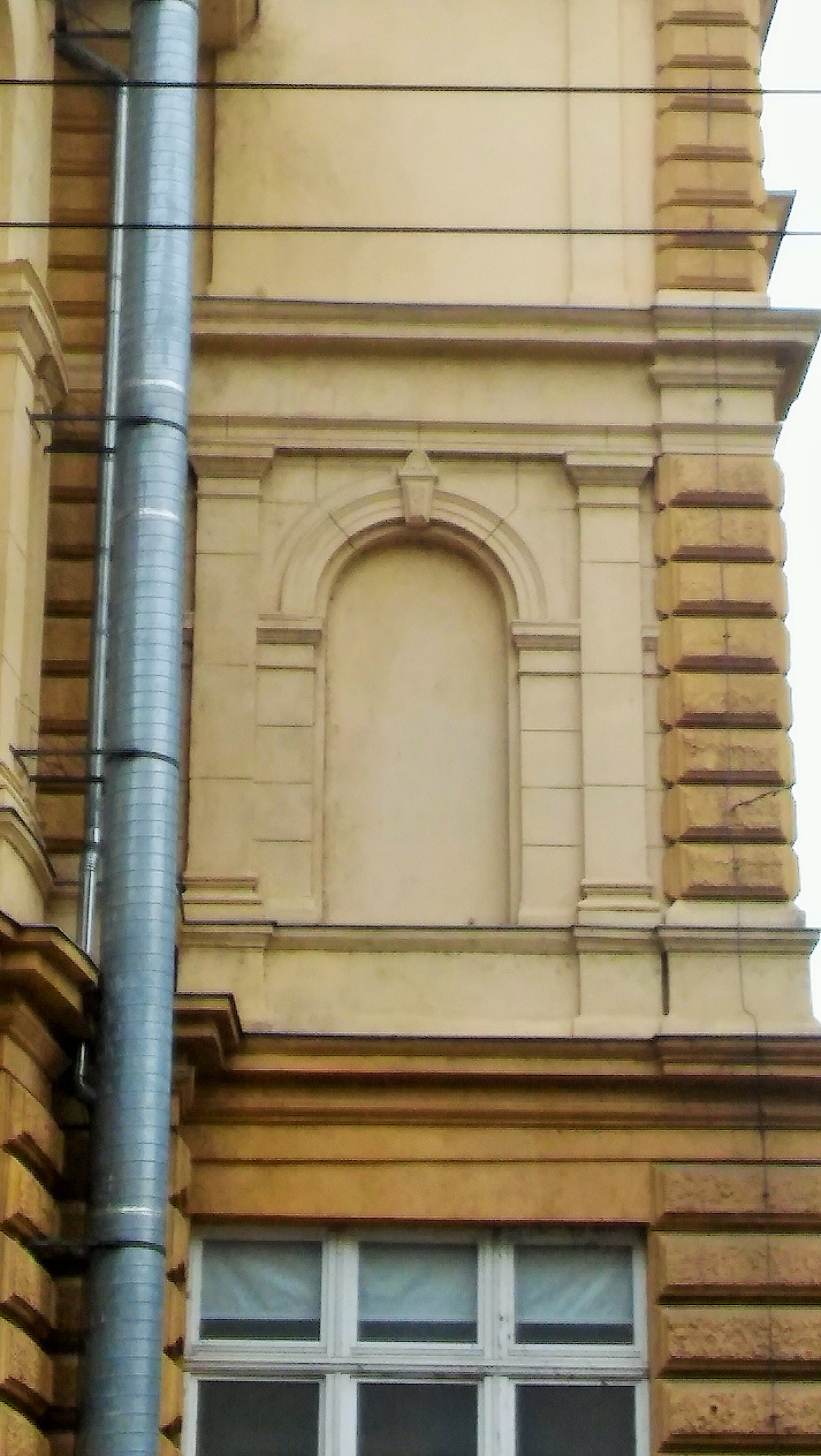

## Egyéb szakirodalom
- Pestessy József: Józsefvárosi orvosok, kórházak, klinikák, Budapest Józsefvárosi Önkormányzat, Budapest, 2002